# فرنولي
فرنولي (بالإيطالية: Vernole)‏ هي بلدية في مقاطعة ليتشي في إقليم بوليا الإيطالي.

## السكان
في سنة 1861 بلغ عدد السكان 3٬171 نسمة، وتطور العدد ليصل في سنة 2011 لـ 7٬296 نسمة.
يظهر هذا المخطط البياني تطور النمو السكاني لـ فرنولي

## أعلام
- سالفاتوري دي جيورجي